# كرونة تشيكية
الكرونة التشيكية (بالتشيكية: Koruna česká) هي عملة جمهورية التشيك منذ 8 فبراير 1993 وذلك بدلا من الكرونة التشيكوسلوفاكية التي أوقف العمل بها بعد انقسام تشيكوسلوفاكيا.
كلمة كرونة "koruna" تعني باللغة التشيكية التاج.
أصدرت العملات الورقية من فئة:
20, 50, 100, 200, 500, 1000, 5000 كرونة.
أما العملات المعدنية فهي من فئة:
50 هاليرج، 1، 2، 5، 10، 20 كرونة. حيث سحب من التداول كل من 10 و 20 هاليرج. أما 50 كرونة فقد سحبت بشكل غير رسمي نظرا لخصائصها الفيزيائية السيئة (المعدن الفاتح والداكن كانا غير متماسكين).

## التاريخ
في عام 1892، حل الكرون النمساوي المجري محل الجولدن بمعدل كرونين لكل جولدن واحد (وهو السبب أيضًا في أن الـ 10 ... عملة Kč كانت تُلقب بـ pětka أو "خمسة" - ولا يزال يُستخدم في الأحاديث غير الرسمية حتى يومنا هذا. اقترح الإمبراطور فرانتس جوزيف الأول إمبراطور النمسا هذا الاسم. بعد تفكك الإمبراطورية النمساوية المجرية عام 1918، كانت تشيكوسلوفاكيا الدولة الوحيدة التي احتفظت باسم عملتها الإمبراطورية. خلال الحرب العالمية الثانية، أُضعفت العملة في الأراضي التشيكية المحتلة بشكل مصطنع. أُعيد التاج التشيكوسلوفاكي بعد الحرب. خضع لإصلاح نقدي مثير للجدل عام 1953.
حلت الكورونا التشيكية محل الكورونا التشيكوسلوفاكية عام 1993 بعد تفكك تشيكوسلوفاكيا. وكانت تتكون في البداية من 20 عملة مطبوعة. كيس، 50 كيش، 100 كيش، 500 Kčs، و 1000 الأوراق النقدية من فئة Kčs، و قدمت سلسلة جديدة منها في عام 1993.
في نوفمبر 2013، تدخل البنك الوطني التشيكي (ČNB) لإضعاف سعر صرف الكرونة من خلال حافز نقدي ‏ لمنع العملة من التعزيز المفرط. كان الهدف من ذلك دعم الاقتصاد التشيكي، الذي يركز بشكل أساسي على التصدير، لكن الناس كانوا غير راضين عن هذه الخطوة لأنها وضعت قبل عيد الميلاد، مما أدى إلى ارتفاع أسعار السلع المستوردة. في أواخر عام 2016، صرح البنك الوطني التشيكي أنه من المخطط العودة إلى السياسة النقدية التقليدية في منتصف عام 2017. بعد ارتفاع التضخم وأرقام أخرى عن المتوقع، أزال البنك الوطني الحد الأقصى في اجتماع نقدي خاص في 6 أبريل 2017. تجنبت الكرونة تقلبات كبيرة، وصرحت مجموعة سيتي إندكس: "إذا كنت ترغب في التخلي عن ربط العملة، فيمكن للبنك الوطني التشيكي أن يوضح لك كيفية القيام بذلك".

## مناقشة اعتماد اليورو
خططت جمهورية التشيك لاعتماد اليورو في عام 2010، لكن حكومتها علقت تلك الخطة إلى أجل غير مسمى في عام 2005. وعلى الرغم من أن البلاد في وضع اقتصادي جيد لاعتماد اليورو، إلا أن هناك معارضة كبيرة لهذه الخطوة داخل جمهورية التشيك. ووفقًا لمسح أجري في أبريل 2014، كان 16٪ فقط من سكان التشيك لصالح استبدال الكورونا باليورو. وكما ورد في مسح أجراه مركز أبحاث الرأي العام (CVVM) في أبريل 2018، ظلت هذه القيمة عند مستويات متطابقة تقريبًا بين عامي 2014 و2018، حيث دعم 20٪ فقط من سكان التشيك فوق سن 15 عامًا اعتماد اليورو.

## العملات المعدنية
تزداد عملات الكرونا التشيكية حجمًا ووزنًا مع قيمتها.
في عام 1993، قدمت العملات المعدنية بفئات 10 و20 و50 هاليřů (ح)، 1 كيه سي، 2 كيه سي، 5 كيه سي، 10 كيه سي، 20 Kč و 50 كتش. العشرة ح و 20 سحبت العملات المعدنية من التداول بحلول 31 أكتوبر 2003 و سحب 50 بحلول 31 أغسطس/آب 2008، انخفضت قيمتها الشرائية وتداولها. ومع ذلك، لا تزال المبالغ النقدية تُكتب بدقة 1-haléř (0.01 كرونة تشيكية)؛ وعادةً ما تكون الأسعار في متاجر التجزئة مضاعفات 0.10 كرونة تشيكية. عند إجراء المعاملات النقدية، يُقرّب المبلغ إلى أقرب عدد صحيح.
في عام 2000، 10 Kč و 20 سُكّت عملات Kč بأوجه مختلفة لإحياء ذكرى الألفية. في عامي 1993 و1994، سُكّت العملات في وينيبيغ وهامبورغ، ثم في جمهورية التشيك. صممت عملات 10 Kč و 50 Kč بواسطة لاديسلاف كوزاك (1934–2007).
منذ عام 1997، تُصدر سنويًا مجموعات من العملات المعدنية عالية الجودة لهواة الجمع. كما يُتبع تقليد إصدار عملات تذكارية - بما في ذلك العملات الفضية والذهبية - لأغراض علم العملات.
للحصول على قائمة كاملة، راجع العملات التذكارية للجمهورية التشيكية ‏.

### السلسلة الحالية
| السلسلة الحالية (1993) | السلسلة الحالية (1993) | السلسلة الحالية (1993) | السلسلة الحالية (1993) | السلسلة الحالية (1993) | السلسلة الحالية (1993)            | السلسلة الحالية (1993)        | السلسلة الحالية (1993) | السلسلة الحالية (1993)                           | السلسلة الحالية (1993)                                                     | السلسلة الحالية (1993) | السلسلة الحالية (1993) |
| الصورة                 | القيمة                 | المعلمات التقنية       | المعلمات التقنية       | المعلمات التقنية       | المعلمات التقنية                  | المعلمات التقنية              | الوصف                  | الوصف                                            | الوصف                                                                      | سنة الإصدار            | الأنسحاب               |
| الصورة                 | القيمة                 | القطر (مم)             | سماكة (مم)             | كتلة (غم)              | التركيب                           | التركيب                       | الحافة                 | وجه العملة                                       | العكس                                                                      | سنة الإصدار            | الأنسحاب               |
| ---------------------- | ---------------------- | ---------------------- | ---------------------- | ---------------------- | --------------------------------- | ----------------------------- | ---------------------- | ------------------------------------------------ | -------------------------------------------------------------------------- | ---------------------- | ---------------------- |
|                        | 10 h                   | 15.50                  | 1.70                   | 0.60                   |                                   | ألومنيوم: 99% مغنيسيوم: 1%    | ناعم                   | شعار التشيك، سنة الإصدار؛ الحروف: جمهورية تشيسكا | القيمة؛ النهر المنمق                                                       | 1993                   | 2003                   |
|                        | 20 h                   | 17.00                  | 1.70                   | 0.74                   |                                   | ألومنيوم: 99% مغنيسيوم: 1%    | مقصب                   | شعار التشيك، سنة الإصدار؛ الحروف: جمهورية تشيسكا | القيمة؛ ورقة الزيزفون                                                      | 1993                   | 2003                   |
| 1997                   | 20 h                   | 17.00                  | 1.70                   | 0.74                   |                                   | ألومنيوم: 99% مغنيسيوم: 1%    | مقصب                   | شعار التشيك، سنة الإصدار؛ الحروف: جمهورية تشيسكا | القيمة؛ ورقة الزيزفون                                                      |                        | 2003                   |
|                        | 50 h                   | 19.00                  | 1.70                   | 0.90                   |                                   | ألومنيوم: 99% مغنيسيوم: 1%    | منقطع القص             | شعار التشيك، سنة الإصدار؛ الحروف: جمهورية تشيسكا | القيمة                                                                     | 1993                   | 2008                   |
|                        | 1 Kč                   | 20.00                  | 1.85                   | 3.60                   |                                   | الفولاذ المطلي بالنيكل        | مقصب                   | شعار التشيك، سنة الإصدار؛ الحروف: جمهورية تشيسكا | القيمة؛ تاج القديس وينسيسلاس                                               | 1993                   | الحالي                 |
|                        | 2 Kč                   | 21.50 (11-sided)       | 1.85                   | 3.70                   |                                   | الفولاذ المطلي بالنيكل        | ناعم                   | شعار التشيك، سنة الإصدار؛ الحروف: جمهورية تشيسكا | القيمة; غومبيك مورافيا العظيم                                              | 1993                   | الحالي                 |
|                        | 5 Kč                   | 23.00                  | 1.85                   | 4.80                   |                                   | الفولاذ المطلي بالنيكل        | ناعم                   | شعار التشيك، سنة الإصدار؛ الحروف: جمهورية تشيسكا | القيمة; جسر تشارلز، فلتافا، ورقة الزيزفون                                  | 1993                   | الحالي                 |
|                        | 10 Kč                  | 24.50                  | 2.55                   | 7.62                   |                                   | الفولاذ المطلي بالنحاس        | مقصب                   | شعار التشيك، سنة الإصدار؛ الحروف: جمهورية تشيسكا | القيمة; كاتدرائية القديسين بطرس وبولس، برنو                                | 1993                   | الحالي                 |
|                        | 20 Kč                  | 26.00 (13-sided)       | 2.55                   | 8.43                   |                                   | الفولاذ المطلي بالنحاس الأصفر | ناعم                   | شعار التشيك، سنة الإصدار؛ الحروف: جمهورية تشيسكا | تمثال القديس وينسيسلاس؛ حروف: SVATÝ VÁCLAVE ZNEDEJ AHYNOUT ZNÁM I BUDOUCÍM | 1993                   | الحالي                 |
|                        | 50 Kč                  | 27.50                  | 2.55                   | 9.70                   |                                   | الخارج: فولاذ مطلي بالنحاس    | ناعم                   | شعار التشيك، سنة الإصدار؛ الحروف: جمهورية تشيسكا | براغ؛ الحروف: PRAGA MATER URBIUM                                           | 1993                   | الحالي                 |
| 17.00                  | 50 Kč                  |                        | 2.55                   | 9.70                   | الداخل: فولاذ مطلي بالنحاس الأصفر |                               | ناعم                   | شعار التشيك، سنة الإصدار؛ الحروف: جمهورية تشيسكا | براغ؛ الحروف: PRAGA MATER URBIUM                                           | 1993                   | الحالي                 |

### العملات التذكارية المتداولة
| العملات التذكارية المتداولة | العملات التذكارية المتداولة | العملات التذكارية المتداولة | العملات التذكارية المتداولة | العملات التذكارية المتداولة | العملات التذكارية المتداولة     | العملات التذكارية المتداولة | العملات التذكارية المتداولة | العملات التذكارية المتداولة                          | العملات التذكارية المتداولة                    | العملات التذكارية المتداولة |
| صورة                        | قيمة                        | المعايير الفنية             | المعايير الفنية             | المعايير الفنية             | المعايير الفنية                 | المعايير الفنية             | وصف                         | وصف                                                  | وصف                                            | الإصدار                     |
| صورة                        | قيمة                        | القطر (مم)                  | سماكة (مم)                  | كتلة (ز)                    | التركيب                         | التركيب                     | حافة                        | وجه العملة                                           | العكس                                          | الإصدار                     |
| --------------------------- | --------------------------- | --------------------------- | --------------------------- | --------------------------- | ------------------------------- | --------------------------- | --------------------------- | ---------------------------------------------------- | ---------------------------------------------- | --------------------------- |
|                             | 10 كيك                      | 24.50                       | 2.55                        | 7.62                        |                                 | مطلي بالنحاس فُولاَذ          | مقصب                        | الأسد التشيكي ؛ سنة الإصدار؛ الحروف: ČESKÁ REPUBLIKA | آلية الساعة ؛ القيمة؛ الحروف: ROK 2000 ANNO MM | عام 2000                    |
|                             | 20 كيك                      | 26.00 (13-sided)            | 2.55                        | 8.43                        |                                 | مطلي بالنحاس فُولاَذ          | سلس                         | الأسد التشيكي ؛ سنة الإصدار؛ الحروف: ČESKÁ REPUBLIKA | الإسطرلاب ؛ القيمة؛ الحروف: ROK 2000           | عام 2000                    |
|                             | 20 كيك                      | 26.00 (13-sided)            | 2.55                        | 8.43                        | إدوارد بينيس ؛ القيمة           | مطلي بالنحاس فُولاَذ          | سلس                         | الأسد التشيكي ؛ سنة الإصدار؛ الحروف: ČESKÁ REPUBLIKA | 2018 (ČSR personalities)                       |                             |
|                             | 20 كيك                      | 26.00 (13-sided)            | 2.55                        | 8.43                        | ميلان راستيسلاف ستيفانيك ; قيمة | مطلي بالنحاس فُولاَذ          | سلس                         | الأسد التشيكي ؛ سنة الإصدار؛ الحروف: ČESKÁ REPUBLIKA | 2018 (ČSR personalities)                       |                             |
|                             | 20 كيك                      | 26.00 (13-sided)            | 2.55                        | 8.43                        | توماس ماساريك ؛ القيمة          | مطلي بالنحاس فُولاَذ          | سلس                         | الأسد التشيكي ؛ سنة الإصدار؛ الحروف: ČESKÁ REPUBLIKA | 2018 (ČSR personalities)                       |                             |
|                             | 20 كيك                      | 26.00 (13-sided)            | 2.55                        | 8.43                        | ألويس راشين ؛ القيمة            | مطلي بالنحاس فُولاَذ          | سلس                         | الأسد التشيكي ؛ سنة الإصدار؛ الحروف: ČESKÁ REPUBLIKA | 2019 (ČSR currency personalities)              |                             |
|                             | 20 كيك                      | 26.00 (13-sided)            | 2.55                        | 8.43                        | كاريل إنجلش ؛ القيمة            | مطلي بالنحاس فُولاَذ          | سلس                         | الأسد التشيكي ؛ سنة الإصدار؛ الحروف: ČESKÁ REPUBLIKA | 2019 (ČSR currency personalities)              |                             |
|                             | 20 كيك                      | 26.00 (13-sided)            | 2.55                        | 8.43                        | فيليم بوسبيشيل ؛ القيمة         | مطلي بالنحاس فُولاَذ          | سلس                         | الأسد التشيكي ؛ سنة الإصدار؛ الحروف: ČESKÁ REPUBLIKA | 2019 (ČSR currency personalities)              |                             |

## الأوراق النقدية
صدرت أولى الأوراق النقدية التشيكية في 8 فبراير 1993، وكانت تتألف من أوراق نقدية تشيكوسلوفاكية مُلصقة عليها طوابع لاصقة. فقط فئة 100 كيش، 500 Kčs و 1000 طُبعت أوراق Kčs النقدية، وظلت الفئات الأدنى متداولة دون تغيير خلال هذه الفترة الانتقالية. يحمل كل طابع رقمًا رومانيًا وعربيًا يُحدد فئة الورقة النقدية المُلصقة عليها (C و100، D و500، M و1000). الإصدارات اللاحقة من فئة 1000 استبدلت مذكرة Kč الطابع اللاصق بصورة مطبوعة له.
سلسلة جديدة من الأوراق النقدية من فئة 20 كيه سي، 50 كيك، 100 كيه سي، 200 كرونة تشيكية، 500 كرونة تشيكية، 1000 كرونة تشيكية و 5000 وقدمت Kč في وقت لاحق في عام 1993 وما زالت قيد الاستخدام في الوقت الحاضر - باستثناء 20 كيه سي، 50 Kč والإصدارات الأولى من 1000 كرونة تشيكية و 5000 ملاحظات Kč، منذ ميزات الأمان الخاصة بـ 1000 كرونة تشيكية و 5000 ترقت أوراق Kč النقدية في الإصدارات اللاحقة (2000 لا تزال أوراق Kč النقدية، التي طُرحت عام 1996، صالحة بجميع إصداراتها، مع أو بدون ميزات الأمان الجديدة. هذه الأوراق النقدية، من تصميم أولدريش كولهانيك ‏، تحمل صور شخصيات تشيكية مشهورة على الوجه ورسومات تجريدية على الوجه الآخر. تتميز جميع الأوراق النقدية بعناصر حماية حديثة.
في عام 2007، بدأ البنك الوطني التشيكي بإصدار أوراق نقدية جديدة مُحسّنة بميزات أمنية مُحسّنة. وتشمل هذه الميزات خيط أمان جديد متغير اللون، وعلامات مائية إضافية، ومجموعات يورويون. وكانت أول فئة تُصدر بهذه الميزات الجديدة هي فئة 2000 Kč، تليها 1000 Kč في عام 2008، 500 كرونة تشيكية و 5000 Kč في عام 2009 وانتهت أخيرًا بإصدار 100 Kč و 200 ملاحظات Kč في عام 2018.
في الممارسة العملية، 5000 لا يُتداول عادةً عملة Kč نظرًا لعُرضتها لسوء الاستخدام أو الأنشطة غير المشروعة (مثل غسيل الأموال). في ديسمبر 2024، بلغ عدد هذه الأوراق النقدية المتداولة 25 مليون ورقة. في المقابل، تُعتبر فئة 2000 ثاني أعلى فئة. Kč، هي الورقة النقدية الأكثر تداولًا في البلاد، حيث يبلغ عدد الأوراق النقدية المتداولة حوالي 200 مليون.

### سلسلة مختومة
| صورة                             | صورة                            | قيمة                            | أبعاد                           | اللون الرئيسي                   | لغة                             | وصف                                | وصف                                                                          | تاريخ                           | تاريخ                           | تاريخ                           |
| وجه العملة                       | العكس                           | قيمة                            | أبعاد                           | اللون الرئيسي                   | لغة                             | وجه العملة                         | العكس                                                                        | الطباعة                         | الإصدار                         | انسحاب                          |
| الأوراق النقدية التشيكوسلوفاكية  | الأوراق النقدية التشيكوسلوفاكية | الأوراق النقدية التشيكوسلوفاكية | الأوراق النقدية التشيكوسلوفاكية | الأوراق النقدية التشيكوسلوفاكية | الأوراق النقدية التشيكوسلوفاكية | الأوراق النقدية التشيكوسلوفاكية    | الأوراق النقدية التشيكوسلوفاكية                                              | الأوراق النقدية التشيكوسلوفاكية | الأوراق النقدية التشيكوسلوفاكية | الأوراق النقدية التشيكوسلوفاكية |
| -------------------------------- | ------------------------------- | ------------------------------- | ------------------------------- | ------------------------------- | ------------------------------- | ---------------------------------- | ---------------------------------------------------------------------------- | ------------------------------- | ------------------------------- | ------------------------------- |
|                                  |                                 | 10 كيس                          | 133 × 67                        | بني                             | السلوفاكية                      | بافول أورسزاغ-هفيزدوسلاف           | مشهد أورافا                                                                  | 1986                            | 7 فبراير 1993                   | 31 يوليو 1993                   |
|                                  |                                 | 20 كيس                          | 138 × 67                        | أزرق                            | التشيكية                        | كومينيوس                           | رسم توضيحي يتعلق بالثقافة والتعليم                                           | 1988                            | 7 فبراير 1993                   | 31 يوليو 1993                   |
|                                  |                                 | 50 كيس                          | 143 × 67                        | أحمر                            | السلوفاكية                      | لودوفيت شتور ‏                      | منظر لمدينة براتيسلافا مع القلعة (من المطعم الموجود أعلى برج جسر نوفي موست ) | 1987                            | 7 فبراير 1993                   | 31 يوليو 1993                   |
| أوراق نقدية تشيكوسلوفاكية مختومة |                                 |                                 |                                 |                                 |                                 |                                    |                                                                              |                                 |                                 |                                 |
|                                  |                                 | 100 كيك                         | 165 × 81                        | أخضر                            | التشيكية                        | الفلاح والعامل                     | منظر لبراغ مع القلعة وجسر تشارلز                                             | 1961                            | 7 فبراير 1993                   | 31 أغسطس 1993                   |
|                                  |                                 | 500 كيك                         | 153 × 67                        | بني                             | السلوفاكية                      | أنصار الحزب الوطني الاسكتلندي 1944 | قلعة ديفين ‏                                                                  | 1973                            | 7 فبراير 1993                   | 31 أغسطس 1993                   |
|                                  |                                 | 1000 كيك                        | 158 × 67                        | أزرق                            | التشيكية                        | بيدريش سميتانا                     | منظر فلتافا في فيسيهراد                                                      | 1985                            | 7 فبراير 1993                   | 31 أغسطس 1993                   |

### السلسلة الأولى
| السلسلة الأولى (1993) | السلسلة الأولى (1993) | السلسلة الأولى (1993) | السلسلة الأولى (1993) | السلسلة الأولى (1993) | السلسلة الأولى (1993) | السلسلة الأولى (1993) | السلسلة الأولى (1993)                                   | السلسلة الأولى (1993) | السلسلة الأولى (1993) | السلسلة الأولى (1993) | السلسلة الأولى (1993) |
| الصورة                | الصورة                | القيمة                | الأبعاد (مم)          | اللون الأصلي          | اللون الأصلي          | الوصف                 | الوصف                                                   | الإصدار               | الأنسحاب              | انتهاء المدة          |                       |
| وجه العملة            | العكس                 | القيمة                | الأبعاد (مم)          | اللون الأصلي          | اللون الأصلي          | وجه العملة            | العكس                                                   | الإصدار               | الأنسحاب              | انتهاء المدة          |                       |
| --------------------- | --------------------- | --------------------- | --------------------- | --------------------- | --------------------- | --------------------- | ------------------------------------------------------- | --------------------- | --------------------- | --------------------- | --------------------- |
|                       |                       | 20 Kč                 | 128 × 64              |                       | أزرق                  | أوتوكار الأول         | تاج أوتوكار ختم الثور الذهبي لصقلية                     | 20 April 1994         | 31 August 2008        | 31 August 2014        |                       |
|                       |                       | 50 Kč                 | 134 × 64              |                       | أحمر                  | أغنيس من بوهيميا      | كنيسة القديس سالفاتور؛ دير القديسة أغنيس                | 6 October 1993        | 31 January 2007       | 31 March 2017         |                       |
| 21 December 1994      | 31 March 2011         | 50 Kč                 | 134 × 64              |                       | أحمر                  | أغنيس من بوهيميا      | كنيسة القديس سالفاتور؛ دير القديسة أغنيس                |                       |                       | 31 March 2017         |                       |
| 10 September 1997     | 31 March 2011         | 50 Kč                 | 134 × 64              |                       | أحمر                  | أغنيس من بوهيميا      | كنيسة القديس سالفاتور؛ دير القديسة أغنيس                |                       |                       | 31 March 2017         |                       |
|                       |                       | 100 Kč                | 140 × 69              |                       | فيروزي                | كارل الرابع           | ختم جامعة تشارلز                                        | 30 June 1993          | 31 January 2007       | Indefinite            |                       |
| 21 June 1995          | 1 July 2022           | 100 Kč                | 140 × 69              |                       | فيروزي                | كارل الرابع           | ختم جامعة تشارلز                                        |                       |                       | Indefinite            |                       |
| 15 October 1997       | 1 July 2022           | 100 Kč                | 140 × 69              |                       | فيروزي                | كارل الرابع           | ختم جامعة تشارلز                                        |                       |                       | Indefinite            |                       |
|                       |                       | 200 Kč                | 146 × 69              |                       | برتقالي               | جان آموس كومينيوس     | أوربيس بيكتوس؛ يدان متشابكتان                           | 8 February 1993       | 31 January 2007       | Indefinite            |                       |
| 14 August 1996        | 1 July 2022           | 200 Kč                | 146 × 69              |                       | برتقالي               | جان آموس كومينيوس     | أوربيس بيكتوس؛ يدان متشابكتان                           |                       |                       | Indefinite            |                       |
| 6 January 1999        | 1 July 2022           | 200 Kč                | 146 × 69              |                       | برتقالي               | جان آموس كومينيوس     | أوربيس بيكتوس؛ يدان متشابكتان                           |                       |                       | Indefinite            |                       |
|                       |                       | 500 Kč                | 152 × 69              |                       | بني                   | بوزينا نيمكوفا        | امرأة الحائزة على جائزة                                 | 21 July 1993          | 31 January 2007       | Indefinite            |                       |
| 27 December 1995      | 1 July 2022           | 500 Kč                | 152 × 69              |                       | بني                   | بوزينا نيمكوفا        | امرأة الحائزة على جائزة                                 |                       |                       | Indefinite            |                       |
| 18 March 1998         | 1 July 2022           | 500 Kč                | 152 × 69              |                       | بني                   | بوزينا نيمكوفا        | امرأة الحائزة على جائزة                                 |                       |                       | Indefinite            |                       |
|                       |                       | 1000 Kč               | 158 × 74              |                       | بنفسجي                | فرانتشيسك بالاتسكي    | قلعة رئيس الأساقفة, كروميريز؛ نسر                       | 12 May 1993           | 30 June 2001          | Indefinite            |                       |
| 6 December 1996       | 1 July 2022           | 1000 Kč               | 158 × 74              |                       | بنفسجي                | فرانتشيسك بالاتسكي    | قلعة رئيس الأساقفة, كروميريز؛ نسر                       |                       |                       | Indefinite            |                       |
|                       | 1 July 2022           |                       | 2000 Kč               | 164 × 74              |                       | أخضر                  | إيمي ديستين                                             | يوتيربي كمان، تشيلو   | 1 October 1996        | Indefinite            |                       |
| 1 December 1999       | 1 July 2022           |                       | 2000 Kč               | 164 × 74              |                       | أخضر                  | إيمي ديستين                                             | يوتيربي كمان، تشيلو   |                       | Indefinite            |                       |
|                       |                       | 5000 Kč               | 170 × 74              |                       | رمادي                 | توماس ماساريك         | كاتدرائية القديس فيتوس المباني القوطية والباروكية، براغ | 15 December 1993      | 30 June 2001          | Indefinite            |                       |
| 8 September 1999      | 1 July 2022           | 5000 Kč               | 170 × 74              |                       | رمادي                 | توماس ماساريك         | كاتدرائية القديس فيتوس المباني القوطية والباروكية، براغ |                       |                       | Indefinite            |                       |

### سلسلة مطورة
| سلسلة مُحسّنة (1993)                                          | سلسلة مُحسّنة (1993) | سلسلة مُحسّنة (1993) | سلسلة مُحسّنة (1993) | سلسلة مُحسّنة (1993) | سلسلة مُحسّنة (1993) | سلسلة مُحسّنة (1993) | سلسلة مُحسّنة (1993)                                        | سلسلة مُحسّنة (1993) | سلسلة مُحسّنة (1993) |
| صورة                                                        | صورة               | قيمة               | أبعاد (مم)         | رئيسي لون          | رئيسي لون          | وصف                | وصف                                                       | الإصدار            |                    |
| وجه العملة                                                  | العكس              | قيمة               | أبعاد (مم)         | رئيسي لون          | رئيسي لون          | وجه العملة         | العكس                                                     | الإصدار            |                    |
| ----------------------------------------------------------- | ------------------ | ------------------ | ------------------ | ------------------ | ------------------ | ------------------ | --------------------------------------------------------- | ------------------ | ------------------ |
|                                                             |                    | 100 كيك            | 140 × 69           |                    | فيروزي             | تشارلز الرابع      | ختم جامعة تشارلز                                          | 5 سبتمبر 2018      |                    |
|                                                             |                    | 200 كيك            | 146 × 69           |                    | البرتقالي          | جون آموس كومينيوس  | أوربيس بيكتوس ‏ أيدي متشابكة                               | 5 سبتمبر 2018      |                    |
|                                                             |                    | 500 كيك            | 152 × 69           |                    | بني                | بوزينا نيمكوفا ‏    | امرأة حائزة على جائزة                                     | 1 أبريل 2009       |                    |
|                                                             |                    | 1000 كيك           | 158 × 74           |                    | بنفسجي             | فرانتيشيك بالاتسكي | قلعة رئيس الأساقفة كروميريز ؛ نسر                         | 1 أبريل 2008       |                    |
|                                                             |                    | عام 2000 كيك       | 164 × 74           |                    | أخضر               | إيمي ديستين ‏       | يوتيربي ؛ الكمان والتشيلو                                 | 2 يوليو 2007       |                    |
|                                                             |                    | 5000 كيك           | 170 × 74           |                    | رمادي              | توماس ماساريك      | كاتدرائية القديس فيتوس ؛ القوطية والباروكية المباني، براغ | 1 ديسمبر 2009      |                    |
| 23 أكتوبر 2023                                              |                    | 5000 كيك           | 170 × 74           |                    | رمادي              | توماس ماساريك      | كاتدرائية القديس فيتوس ؛ القوطية والباروكية المباني، براغ |                    |                    |
| For table standards, see the جدول مواصفات الأوراق النقدية . |                    |                    |                    |                    |                    |                    |                                                           |                    |                    |

### سلسلة تذكارية
| الأوراق النقدية التذكارية                                   | الأوراق النقدية التذكارية | الأوراق النقدية التذكارية | الأوراق النقدية التذكارية | الأوراق النقدية التذكارية | الأوراق النقدية التذكارية | الأوراق النقدية التذكارية                                  | الأوراق النقدية التذكارية         | الأوراق النقدية التذكارية | الأوراق النقدية التذكارية |
| صورة                                                        | صورة                      | قيمة                      | أبعاد (مم)                | رئيسي لون                 | رئيسي لون                 | وصف                                                        | وصف                               | الإصدار                   |                           |
| وجه العملة                                                  | العكس                     | قيمة                      | أبعاد (مم)                | رئيسي لون                 | رئيسي لون                 | وجه العملة                                                 | العكس                             | الإصدار                   |                           |
| ----------------------------------------------------------- | ------------------------- | ------------------------- | ------------------------- | ------------------------- | ------------------------- | ---------------------------------------------------------- | --------------------------------- | ------------------------- | ------------------------- |
|                                                             |                           | 100 كيك                   | 140 × 69                  |                           | فيروزي                    | تشارلز الرابع طباعة فوقية على منطقة العلامة المائية        | ختم جامعة تشارلز                  | 30 يناير 2019             |                           |

سعر صرف اليورو مقابل الكرونة التشيكية منذ عام 1999

|                                                             |                           | 100 كيك                   | 194 × 84                  |                           | ذهب                       | ألويس راشين                                                | مبنى البنك الوطني التشيكي         | 31 يناير 2019             |                           |
|                                                             |                           | 100 كيك                   | 194 × 84                  |                           | أخضر زيتوني               | كاريل إنجليش                                               | قصر كلام جالاس ‏                   | 30 مارس 2022              |                           |
|                                                             |                           | 1000 كيك                  | 158 × 74                  |                           | بنفسجي                    | فرانتيشيك بالاتسكي ، طباعة فوقية على منطقة العلامة المائية | قلعة رئيس الأساقفة كروميريز ؛ نسر | 8 فبراير 2023             |                           |
| For table standards, see the جدول مواصفات الأوراق النقدية . |                           |                           |                           |                           |                           |                                                            |                                   |                           |                           |

## أسعار الصرف

### المعدلات التاريخية
وقد شهدت العملة سعر صرف قياسي في عام 2008.

#### العملات الأكثر تداولاً (منذ 31 ديسمبر 2008)
| سنة                                      | الدولار الأمريكي | اليورو | الجنيه الاسترليني | الفرنك السويسري | ين      |
| ---------------------------------------- | ---------------- | ------ | ----------------- | --------------- | ------- |
| 2008                                     | 19.346           | 26.930 | 28.270            | 18.132          | 0.21348 |
| 2009                                     | 18.368           | 26.465 | 29.798            | 17.837          | 0.19875 |
| 2010                                     | 18.751           | 25.060 | 29.108            | 20.043          | 0.23058 |
| 2011                                     | 19.940           | 25.800 | 30.886            | 21.220          | 0.25754 |
| 2012                                     | 19.055           | 25.140 | 30.812            | 20.831          | 0.22130 |
| 2013                                     | 19.894           | 27.425 | 32.911            | 22.344          | 0.18957 |
| 2014                                     | 22.834           | 27.725 | 35.591            | 23.058          | 0.19090 |
| 2015                                     | 24.824           | 27.025 | 36.822            | 24.930          | 0.20619 |
| 2016                                     | 25.639           | 27.020 | 31.586            | 25.166          | 0.21907 |
| 2017                                     | 21.291           | 25.540 | 28.786            | 21.824          | 0.18915 |
| 2018                                     | 22.466           | 25.725 | 28.762            | 22.827          | 0.20447 |
| 2019                                     | 22.621           | 25.410 | 29.866            | 23.416          | 0.20844 |
| 2020                                     | 21.381           | 26.245 | 29.190            | 24.298          | 0.20747 |
| 2021                                     | 21.951           | 24.860 | 29.585            | 24.066          | 0.19069 |
| 2022                                     | 22.616           | 24.115 | 27.200            | 24.496          | 0.17152 |
| 2023                                     | 22.376           | 24.725 | 28.447            | 26.688          | 0.15811 |
| 2024                                     | 24.237           | 25.185 | 30.378            | 26.768          | 0.15449 |
| المصدر: أسعار الصرف للبنك الوطني التشيكي |                  |        |                   |                 |         |

## سعر الصرف CZK الحالي
| من Yahoo! Finance: | AUD CAD CHF EUR GBP HKD JPY USD PLN HUF |
| من XE.com:         | AUD CAD CHF EUR GBP HKD JPY USD PLN HUF |
| من Investing.com:  | AUD CAD CHF EUR GBP HKD JPY USD PLN HUF |
| منOANDA.com:       | AUD CAD CHF EUR GBP HKD JPY USD PLN HUF |